# 18-я гвардейская военно-транспортная авиационная дивизия
18-я гвардейская военно-транспортная авиационная Краснознамённая Таганрогская орденов Суворова и Кутузова дивизия (втад) — военно-транспортная дивизия ВТА ВВС СССР, вошедшая в состав ВВС России.

## История наименований
- 49-я бомбардировочная авиационная дивизия;
- 4-я резервная авиационная группа (11.09.1941 г.)[1];
- 270-я бомбардировочная авиационная дивизия (12.06.1942 г.)[2];
- 6-я гвардейская бомбардировочная авиационная дивизия (февраль 1943 г.);
- 6-я гвардейская бомбардировочная авиационная Таганрогская дивизия (с октября 1943 г. — «Таганрогская»; с 1946 года находилась в составе 15-й ВА Прибалтийского военного округа, а с 1947 года — в резерве Верховного Главного Командования);
- 6-я гвардейская бомбардировочная авиационная Таганрогская Краснознамённая орденов Суворова и Кутузова дивизия (В 1944 году она награждена орденами «Красное Знамя» и Суворова II степени, а в феврале 1945 года — орденом Кутузова II степени);
- 11-я гвардейская военно-транспортная авиационная Таганрогская Краснознамённая орденов Суворова и Кутузова дивизия (10.07.1964 г.);
- 18-я гвардейская военно-транспортная авиационная Таганрогская Краснознамённая орденов Суворова и Кутузова дивизия (01.04.1966 г.);
- Войсковая часть (Полевая почта) 06937-У.

## История
18-я гвардейская военно-транспортная авиационная Краснознамённая Таганрогская орденов Суворова и Кутузова дивизия сформирована переименованием 11-й гвардейской военно-транспортной авиационной Краснознамённой Таганрогской орденов Суворова и Кутузова дивизии в апреле 1966 года.
В своём составе дивизия на момент переименования в 1966 году имела:
- 128-й гвардейский военно-транспортный авиационный полк (Паневежис, Литовская ССР) на Ан-12 (Войсковая часть (Полевая почта) 18380);
- 196-й гвардейский военно-транспортный авиационный полк (Тарту, Эстонская ССР) на Ан-12;
- 600-й военно-транспортный авиационный полк (Кедайняй, Литовская ССР) на Ан-12;

По состоянию на 1991 год дивизия в своём составе имела:
- 128-й гвардейский военно-транспортный авиационный полк (Паневежис, Литовская ССР) на Ил-76; в/ч 06965
- 196-й гвардейский военно-транспортный авиационный полк (Тарту, Эстонская ССР) на Ил-76;
- 600-й военно-транспортный авиационный полк (Кедайняй, Литовская ССР) на Ил-76;
- 117-й отдельный авиационный Берлинский ордена Кутузова полк радиоэлектронной борьбы (Шяуляй, Литовская ССР) на Ан-12-ПП и Ан-12-ППС
- 654-й отдельный батальон аэродромно-технического обеспечения (Паневежис, Литовская ССР)
- 840-й отдельный батальон аэродромно-технического обеспечения (Шяуляй, Литовская ССР)

В 1998 году управление 18-й гвардейской дивизии, 600-й военно-транспортный авиационный полк и 128-й гвардейский военно-транспортный авиационный полк расформированы. 196-й гвардейский военно-транспортный авиационный полк передан в состав 3-й гвардейской военно-транспортной авиационной дивизии, а затем в 12-ю военно-транспортную авиационную Мгинскую Краснознамённую дивизию.
18-я гвардейская военно-транспортная авиационная Краснознамённая Таганрогская орденов Суворова и Кутузова дивизия сформирована вновь в декабре 2017 г.

600-й полк военно-транспортной авиации восстановлен 1 декабря 2023 года.

## Полки дивизии

### 128-й гвардейский военно-транспортный авиационный Ленинградский Краснознамённый полк
Полк был сформирован 7 ноября 1941 года Директивой Главного управления ВВС Красной Армии № 1133. В период Великой Отечественной войны основной задачей полка была доставка боеприпасов и техническою имущества на передовые аэродромы ВВС действующих армии, обслуживание двумя самолётами работы центральной Киностудии, доставка партизанским отрядам Калининской области продовольствия и перевозка раненых бойцов. В войне с Японией полк обеспечивал боевые действия войск с 23 июня 1945 года.
Более 400 человек были награждены орденами и медалями, из них 7 человек награждены орденами «Красного знамени», 72 человека — медалями «За Боевые заслуги», 212 человек — медалями «За победу над Германией».
На вооружении полка за этот период находились самолёты — Р-5, У-2, СБ, планеры А-7, ЯК-6, ЩЕ-2. С мая 1945 года полк был перевооружён на самолёты Ли-2, в 1948 году — Ил-12.
До включения в состав ВТА ВВС (июль 1955 года) основной задачей полка была доставка воинских грузов и пассажиров в военные округа и воздушные армии, в течение нескольких лет по одному экипажу находилось в правительственной командировке по обслуживанию ЦК компартии Румынии. В 1954 году пять экипажей полка отлично выполнили задание Министра обороны в экспедиции «Север-6» в северных широтах. В 1955 году 10 экипажей отлично выполнили задание правительства по обеспечению визита председателя Совета Министров Булганина Н. А. и первого секретаря ЦК КПСС Хрущёва Н. С. в Индию, Бирму и Афганистан. Общий налёт полка за 1951 год составил 9930 часов 44 мин.
Войсковая часть имела номер 06965.
В 1992 году полк передислоцирован в г. Оренбург.
1 мая 1998 года 128-й гвардейский военно-транспортный авиационный полк переформирован в 600-й гвардейский военно-транспортный авиационный Ленинградский Краснознамённый полк с передачей Боевого знамени, орденов и исторического формуляра. 19 июня 1998 года 600-й гвардейский военно-транспортный авиационный Ленинградский Краснознамённый полк и 8-й военно-транспортный авиационный полк переформированы в 8-й гвардейский военно-транспортный авиационный Ленинградский Краснознамённый полк (в/ч 21322) с передачей ему боевых знамён и почётных наименований, ордена и исторических формуляров, принадлежащих 600-му гв. полку. Место дислокации — г. Тверь, аэродром Мигалово.

#### Командиры полка
- 1940—1943 — майор Горелов Н. И.
- 1943—1944 — майор Тарасов В. П.
- 1944—1949 — гвардии подполковник Дубинкин К. С.
- 1949—1951 — гвардии полковник Богомолов Н. А.
- 1951—1954 — гвардии подполковник Юдин И. А.
- 1954—1958 — гвардии подполковник Павленко С. А.
- 1958—1964 — гвардии полковник Опрышко Николай Александрович, Герой Советского Союза
- 1964—1971 — гвардии полковник Добровольский Леонид Степанович
- 1971—1974 — гвардии полковник Шинкаренко Геннадий Фёдорович
- 1974—1977 — гвардии полковник Задорин Юрий Владимирович
- 1977—1979 — гвардии подполковник Дырдин Вячеслав Александрович (р. 1944) (ген.-лейт. авиации; в 1986—1991 гг. — начальник штаба ВТА, с 1996 г. — зам. командующего 61 ВА ВГК (ВТА), в 1997—1999 гг. — командующий ВТА РФ)
- 1979—1980 — гвардии полковник Чепраков Валерий Григорьевич (ум. 2007)
- 1980—1982 — гвардии полковник Павлов, Ардалион Владимирович (р. 1944) (с 1986 года — ген.-майор авиации)
- 1982—1987 — гвардии полковник Кочергин, Геннадий Петрович (р. 1945) (с 1990 года — ген.-майор авиации, в 1991-2000 г.г. - начальник службы авиации ГШ РВСН)
- 1987—1994 — гвардии полковник Снегирев Игорь Григорьевич (1951 - 2022) (в 1998—2002 гг. — Лётный директор, затем Генеральный директор авиакомпании "Русавиа, (в 1999 г. переименована в «Русавиачартер»), в 2013 г. — начальник инспекции по БП авиакомпании «РусьЖдет»)
- с 1994 — полковник Сорогин Владимир Алексеевич

### 196-й гвардейский военно-транспортный авиационный Минский полк
Полк был сформирован в 1943 году на основе 4-го и 12-го гвардейских полков авиации дальнего действия как 110-й авиационный полк авиации дальнего действия. В августе 1943 года полк выполнял боевые задачи на Курской дуге, а позже — вылеты в интересах Западного фронта. В 1944 году участвовал в сражениях под Нарвой и Псковом, отличилось в налётах на Финляндию.
С лета 1944 полк принимал участие в операции «Багратион», а потом выполнял боевые задачи по бомбардировке станции Инстербург. За освобождение столицы Белоруссии получил почётное наименование Минский. В 1944 году (5 ноября) 110-й авиационный полк авиации дальнего действия за отличие в боях с немецко-фашистскими захватчиками, проявленные при этом мужество и героизм, переименован в 33-й гвардейский авиационный Минский полк дальнего действия, а 26 декабря 1944 года полк переименован в 33-й гвардейский бомбардировочный авиационный Минский полк.
По окончании войны в 1946 году полк переведён на штат мирного времени и дважды переформирован: в феврале 1946 года в 196-й гвардейский дальнебомбардировочный Минский полк, а в апреле 1946 года полк передан в состав транспортной авиации и стал именоваться 196-й отдельный гвардейский транспортный авиационный Минский полк. В 1949 году полк вновь переформирован и получил наименование 196-й гвардейский транспортно-десантный авиационный Минский полк.
В 1956 году полк переформирован из транспортно-десантного в военно-транспортный: 196-й гвардейский военно-транспортный авиационный Минский полк. С августа 1958 году полк стал базироваться на аэродроме Тарту в Эстонии. За боевые заслуги полк награждён вымпелом Министерства обороны. После распада СССР полк был переведён в Тверь. С осени 1992 года полк базируется на аэродроме Мигалово. В январе 1993 года полк вошёл в состав 3-й гв. втад, а 1998 году — в состав 12-й военно-транспортной авиационной Мгинской Краснознамённой дивизии, в составе которой он формировался в 1943 году.
19.01.2009 Директива МО РФ о переформировании управления 12 военно-транспортной Мгинской Краснознамённой и 196 гвардейского военно-транспортного авиационного Минского полка в 6955 гвардейскую авиационную Минскую базу (1-го разряда), с передачей ей Боевого Знамени воинской части, почётного наименования и исторического формуляра 196 гвардейского полка, условное наименование в/ч 21894 аннулировано. Структура полка дополнена 3 АЭ с самолётами Ан-22 и Ан -124 на вооружении.     
11.10.2013 — Указом Президента РФ полк воссоздан как 196 военно-транспортный авиационный полк. 19.11.2013 — Приказ Министра Обороны Российской Федерации Д-041, Генерального штаба МО РФ № 314/4/1676, с 01.12.2013 по 25.01.2014 сформирован 196 военно-транспортный авиационный полк (войсковая часть 41486). 25 января 2014 года состоялось первое построение личного состава полка.
19.11.2013 Приказ МО РФ Д-.41, ГШ МО РФ № …/4/1676, с 01.12.2013 по 25.01.2014 сформирован 196 военно-транспортный авиационный полк. В результате первичного переформирования и вторичной оптимизации ВВС, от слияния 196 полка с 12 ВТАД и последующего их разделения, полк лишился званий и Минского и Гвардейского.
18.12.2014 — Состоялось вручение Боевого знамени 196 ВТАП нового образца, но уже без атрибутов Гвардия и Минский. 

#### Командиры полка
- 1943—1943 — майор Орлов В. И.
- 1944—1944 — гвардии полковник Гаврилов М. И.
- 1945—1949 — гвардии полковник Рассказов К.И
- 1949—1950 — гвардии подполковник А. П. Чухаев
- 1950—1951 — гвардии подполковник А. П. Никитин
- 1951—1957 — гвардии подполковник Ф. В. Фатин
- 1957—1959 — гвардии подполковник А. Н. Киримов
- 1959—1961 — гвардии полковник А. Ф. Иванов
- 1961—1965 — гвардии полковник Б. Я. Яковлев
- 1965—1966 — гвардии полковник К. Я. Балашов
- 1966—1967 — гвардии подполковник Заика Михаил Павлович (1930 - 2016) (затем — генерал-лейтенант, в 1973—1980 гг. — Зам. Командующего ВТА по боевой подготовке, в 1980—1987 гг. 1-й зам. Командующего ВТА ВВС, зам. начальника Главного штаба ВВС),
- 1967—1969 — гвардии подполковник Лужников А. А.,
- 1969—1978 — гвардии подполковник Шабанов Владимир Яковлевич ,
- 1978—1984 — гвардии подполковник Симонов Александр Евгеньевич
- 1984—1987 — гвардии подполковник Малин Юрий Дмитриевич (р. 1945) (затем — Зам. командира 18-й гв. втад, г. Паневежис)
- 1987—1998 — гвардии подполковник Шкарупа Иван Иванович (р. 1950)
- 1998—2008 — гвардии полковник И. М. Песчаный
- 2008—2014 — гвардии полковник Сыпко Владимир Иванович
- 2014 — гвардии полковник Григорьев Сергей Александрович
- На основе воспоминаний ветеранов полка, их мемуаров, имеются другие данные.

| Орлов Владислав Николаевич    | 1943 — 1944 |
| Гаврилов Михаил Иосифович     | 1944-1946   |
| Рассказов Константин Иванович | 1946 −1949  |
| Чухаев Анатолий Петрович      | 1949-1950   |
| Никитин Арсений Павлович      | 1951        |
| Фатин Фёдор Васильевич        | 1951-1956   |
| Керимов Абдулла Насрутинович  | 1957-1959   |
| Иванов Александр Фёдорович    | 1959-1961   |
| Яковлев Борис Яковлевич       | 1961-1964   |
| Балашов Константин Яковлевич  | 1965        |
| Заика Михаил Павлович         | 1966        |
| Лушников Анатолий Алексеевич  | 1967 — 1969 |
| Шабанов Владимир Яковлевич    | 1969 — 1977 |

| Симонов Александр Евгеньевич                              | 1978 — 1984 |
| Малин Юрий Дмитриевич                                     | 1984 — 1987 |
| Шкарупа Иван Иванович                                     | 1987 — 1998 |
| Песчаный Иван Михайлович                                  | 1998 — 2006 |
| Матвеев Игорь Дмитриевич                                  | 2007 — 2009 |
| Командир авиационной базы Сыпко Владимир Иванович         | 2009 — 2012 |
| Командир авиационной базы Сухоручкин Дмитрий Владимирович | 2012 — 2014 |
| Григорьев Сергей Александрович                            | 2014 — 2017 |
| Русин Леонид Игоревич                                     | 2017        |
| Золотько Иван Геннадьевич                                 | 2018        |

Муратов Марат Тахирович                                                                      2019-2021
Волошин Сергей Владимирович                                                            2022
Синельников Александр Викторович                                                     2023

### 600-й военно-транспортный авиационный полк
Полк был сформирован в 1963 году как отдельный полк на самолётах Ан-12 в Шадринске с целью выполнения задачи по поиску и спасанию космонавтов, вернувшихся после приземления с орбиты. С 1965 года полк базировался в г. Кедайняй Литовская ССР.
C 1963 года на его вооружении состояли самолёты Ан-12. В 1981 году полк переучился на самолёты Ил-76.
За послевоенный период полк участвовал во многих крупных учениях и манёврах, обеспечивал запуски космических объектов, выполнял воздушные перевозки на территории СССР, России и за их пределами.
В период с 1979 по 1989 год полк участвовал в перевозках войск и грузов в Афганистан. В 1992—1993 годах экипажи полка принимали участие в выводе войск из Прибалтики, а в 1994—1995 годах — в наведении конституционного порядка в Чечне.
До 1992 года полк базировался на аэродроме Кедайняй Литовской ССР.
В 1992 году был передислоцирован в Шадринск Курганской области.
В связи с реформой ВС России 16 июня 1998 года полк был объединён с 8-м гвардейским втап и стал именоваться 8-й гвардейский военно-транспортный авиационный Ленинградский Краснознамённый полк.
Восстановлен в 2023 году.

#### Командиры полка
- 1941—1951 — полковник Петров В. А.
- 1951—1954 — полковник Самусев Николай Никифорович, Герой Советского Союза
- 1954—1955 — полковник Павличенко А. А.
- 1955—1957 — полковник Киреев М. Г.,
- 1957—1960 — полковник Дергач Алексей Николаевич, Герой Советского Союза
- 1960—1966 — полковник Голубничий Иван Поликарпович, Герой Советского Союза
- 1966—1969 — полковник Наумов Георгий Иванович
- 1969—1976 — полковник Фролов Владимир Иванович
- 1976—1980 — полковник Токарев Александр Семёнович,
- 1980—1984 — полковник Шеверденок Григорий Иванович (затем — начальник ЦРП 334 гв.втап (г. Псков))
- 1984—1987 — полковник Кожемяко, Александр Владимирович (1946—2010) (затем — зам. командира 6 гв.втад г. Кривой Рог)
- 1987—1991 — полковник Серов Александр Николаевич (1950—2001)
- 1991—1993 — полковник Безлепкин Александр Васильевич (ум. 2017)
- 1993—1998 — полковник Казаков Александр Геннадьевич

### 117-й отдельный авиационный Берлинский ордена Кутузова полк радиоэлектронной борьбы
Полк сформирован директивой Генерального Штаба от 22 ноября 1969 г. на базе 117-й отдельной тяжёлой авиационной Берлинской ордена Кутузова эскадрильи самолётов-заправщиков как 117-й отдельный авиационной полк электронного подавления. С 19 января 1970 года полк базируется на аэродроме Шяуляй. Полк вооружён самолётами Ан-12ППС. К началу марта 1970 году в полку имелось десять Ан-12ППС и два Ан-12БК. Впервые экипажи полка приняли участие в учениях 26-й воздушной армии, которые проходили в период с 26 февраля по 6 марта 1970 года, фактически до завершения формирования полка. С 1971 года полк принимал участие во всех крупных учениях: «Юг», «Неман», «Удар», «Эфир», «Запад», «Зенит», «Электрон», «Амур».
Войсковая часть имела номер 95846.
Директивой Министра обороны РФ от 14 ноября 1994 г. полк переведён на новый штат и переименован в 117-й военно-транспортный авиационный Берлинский ордена Кутузова полк. Согласно новому штату 1-я и 2-я эскадрильи получали самолёты Ил-76, а на вооружении 3-й АЭ оставались Ан-12ППС. В том же 1994 г. полк был перебазирован из Шяуляя в Оренбург. Личный состав переучился на Ил-76, а Ан-12ППС стоят на хранении.

#### Командиры полка
- до 1961 — Н. И. Чебатуркин
- 1961—1966 — подполковник И. Н. Назимкин
- 1966—1969 — подполковник Калинин Геннадий Петрович
- 1969—1973 — полковник Старостин Анатолий Дмитриевич
- 1973—1980 — полковник Габитов Герман Исакович
- 1980—1983 — полковник Устинов Владимир Георгиевич (р. 1944) (затем — ген.-лейт. авиации; в 1993—1997 гг. — начальник штаба ВТА ВВС)
- 1983—1991 — полковник Чеханков Владимир Георгиевич (р. 1942)
- 1991—1995 — полковник Бондарев Юрий Иванович (р. 1953) (в 1995—1999 гг. зам.командира 18 гв. втад)

## Состав

### 2019 год
- 117-й военно-транспортный авиационный полк (Оренбург; полк был переформирован из полка РЭБ в военно-транспортный в 1994 году);
- 708-й военно-транспортный авиационный полк (Таганрог-Центральный; в советское и постсоветское время был отдельным полком ВТА);
- 235-й военно-транспортный авиационный полк (Ульяновск) (в/ч 02366).

## Командиры дивизии
- 1942—1943 — полковник Егоров Сергей Алексеевич
- 1943—1947 — полковник Чучев Григорий Алексеевич
- 1947—1950 — полковник Колокольцев Михаил Николаевич
- 1950—1953 — полковник Артемьев Б. П.
- 1953—1955 — полковник Сапогов М. И.
- 1955—1956 — генерал-майор авиации Пушкин Анатолий Иванович (1915—2002), Герой Советского Союза
- 1956—1957 — полковник Одинцов Михаил Петрович (1921—2011), Дважды Герой Советского Союза (затем — генерал-полковник авиации, командующий авиацией Московского военного округа)
- 1957—1959 — полковник Ефимов Александр Николаевич (1923—2012), Дважды Герой Советского Союза (затем — Маршал авиации, в 1984—1990 гг. — Главнокомандующий ВВС СА)
- 1959—1960 — полковник Макаров Зосим Исаакович (1919—1994), Герой Советского Союза (с 1968 года — генерал-майор авиации)
- 1960—1961 — генерал-майор авиации Грошев Николай Петрович (1921—1999), Герой Советского Союза (затем — заместитель командующего 30-й воздушной армией, начальником тыла ВВС Уральского военного округа)
- 1961—1968 — генерал-майор авиации Кунгурцев Евгений Максимович (1921—2000), Дважды Герой Советского Союза
- 1968—1971 — генерал-майор авиации Заика Михаил Павлович (1930—2016) (в 1980—1987 гг. — 1-й зам. командующего ВТА ВВС)
- 1971—1978 — генерал-майор авиации Ноздрачев Владимир Васильевич (в 1978—1980 гг. — зам. командующего ВТА ВВС)
- 1978—1983 — полк., затем ген.-майор авиации Липунцов Юрий Петрович (р. 1941) (затем — начальник Службы безопасности полётов (СБП) ВТА ВВС)
- 1983—1987 — полк., затем ген.-майор авиации Павлов Ардалион Владимирович (р. 1944) (в 1992—1998 гг. — зам. начальника Гл. штаба ВВС по лётной службе)
- 1987—1991 — полк., затем ген.-майор авиации Денисов, Виктор Фёдорович (р. 1948) (в 1999—2007 гг. — Командующий ВТА ВВС)
- 1991—1994 — генерал-майор авиации — Колесников Пётр Васильевич,

## Базирование
| Период            | Аэродромы                           |
| ----------------- | ----------------------------------- |
| 04.1945 — 07.1945 | Черняховск, Калининградская область |
| 07.1945 — 1947    | Бобруйск, Могилёвская область       |
| 1947 — 07.1960    | Черняховск, Калининградская область |
| 1960 — 07.1992    | Паневежис, Литовская ССР            |
| 1992 — 1998       | Оренбург                            |